# Beameromyia melana
Beameromyia melana là một loài ruồi trong họ Asilidae. Beameromyia melana được Scarbrough miêu tả năm 1997. Loài này phân bố ở vùng Tân nhiệt đới.